# Storena zavattarii
Storena zavattarii är en spindelart som beskrevs av Lodovico di Caporiacco 1941. Storena zavattarii ingår i släktet Storena och familjen Zodariidae.
Artens utbredningsområde är Etiopien. Inga underarter finns listade i Catalogue of Life.